# قناطر أسيوط الجديدة
قناطر أسيوط الجديدة هي قناطر تقع على بعد نحو 400 متر خلف قناطر أسيوط القديمة، مصر. بلغت تكلفة إنشاء القناطر أكثر من 6.5 مليار جنيه.

## التاريخ
في ديسمبر 2011 وقعت الحكومة المصرية اتفاقية مع الحكومة الألمانية ممثلة في بنك التعمير الألمانى، حيث قدم البنك قرض اقتصادي ميسر بمقدار 296 مليون يورو بالإضافة إلى 40 مليون يورو ضمن اتفاقية مبادلة الديون بين الحكومة المصرية والألمانية، بالإضافة إلى 3 ملايين يورو لأعمال الدراسات البيئية أما الجانب المصري الذي تساهم به الحكومة المصرية الممثلة في بنك الاستثمار القومي بإجمالي استثمارات مليار و150 مليون جنيه مصرى، فضلا عن 100 مليون جنيه مصرى من استثمارات وزارة الكهرباء.
تم وضع حجر أساس المشروع في شهر مايو عام 2012، وتم افتتاحه في 12 أغسطس 2018. يهدف المشروع تحسين الري في زمام إقليم مصر الوسطى، الذي يمثل نحو 20% من إجمالي المساحة المزروعة في مصر.

## الوصف
تضم القناطر 2 هويس من الدرجة الأولى لخدمة أغراض الملاحة وتسهيل حركة الملاحة النهرية والتجارة في مجرى نهر النيل، ويبلغ عرض الواحد 17 مترا في طول ملاحى 156 مترا، بغاطس لا يقل عن 3 أمتار، يسمح بمرور كل الوحدات الملاحية طوال العام، كما تضم محطة لتوليد طاقة كهرومائية، يصل عمقها لنحو 10 أدوار أسفل مياه نهر النيل، ويتم إنتاج الكهرباء من خلال 4 توربينات، قدرة كل وحدة منها 8 ميجاوات وتبلغ قدرتها الإنتاجية 32 ميجاوات وهي كافية لإنارة مدينة بحجم أسيوط الجديدة، كما تم إنشاء كوبري علوي دائم، أعلى قناطر أسيوط الجديدة مكون من 4 حارات حمولة 70 طنا، يربط ضفتي النيل الشرقي والغربي.